# Albert W. Bally
Albert W. Bally (* 21. April 1925 in Den Haag; † 30. Juli 2019 in Houston, Texas) war ein niederländisch-US-amerikanischer Geophysiker und Geologe.
Bally war der jüngste Sohn des Walter Bally und der Holländerin Wilhelmina Jacoba, geborene Bosch (1891–1978). Sein Urgroßvater war Fritz Bally.
Bally ging in Genf zur Schule und studierte an der Universität Zürich, wo er 1952 in Geologie promoviert wurde. Als Post-Doktorand war er am geophysikalischen Lamont-Doherty Observatorium der Columbia University. Ab 1954 war er bei Shell als Erdölgeologe tätig, wo er bis zu seinem Ruhestand 1981 blieb. Zunächst arbeitete er für Shell Canada in Alberta in den kanadischen Rocky Mountains (wo er in einer klassischen Arbeit 1966 herausarbeitete, dass die Faltungsdynamik nur eine relativ dünne sedimentäre Oberflächenschicht betraf) und ab 1966 als Leiter der geologischen Forschung für das Shell Bellaire Research and Development Laboratory in Houston, wo er sich besonders dem Golf von Mexiko zuwandte (wo er insbesondere die Rolle der Salztektonik für Erdöllagerstätten erkannte). 1968 wurde er Chefgeologe der US-Sparte von Shell Oil und dort 1976 Exploration Consultant und 1980 Senior Exploration Consultant. Nachdem er bei Shell in den Ruhestand gegangen war, wurde er Professor für Geologie an der Rice University.
Er spielte als Erdölgeologe eine Pionierrolle in der Integration von Methoden der Reflexionsseismologie mit stratigraphischen und strukturgeologischen Forschungen. Er sorgte für die Publikation dieser Forschungsergebnisse (die teilweise sensitive proprietäre Informationen von Shell waren) in einer Reihe von öffentlich zugänglichen geologischen Veröffentlichungen und Atlanten.
Bally war einer der Initiatoren des nationalen US-amerikanischen Edge Projekts zur seismischen Erforschung der Kontinentalränder. 1987 erhielt er die Gustav-Steinmann-Medaille. Weiter erhielt er 1998 den Career Contribution Award der Structural Geology and Tectonics Division der Geological Society of America, die Sidney Powers Medal der American Association of Petroleum Geologists und die  William Smith Medal der Geological Society of London.
1988 war er Centennial President der Geological Society of America.

## Schriften
- A geodynamic scenario for hydrocarbon occurences, 9. World Petroleum Congress, Tokio 1975, Band 2, S. 33–44
- mit S. Milner, W. C. Heuer, Theodore D. Cook, Stratigraphic atlas of North- and Central America, Princeton University Press 1977
- mit David G. Roberts Regional Geology and Tectonics,
  - Band 1: Principles of Geological Analysis, Elsevier 2009
  - Band 2: Phanerozoic Rift Systems and Sedimentary Basins, Elsevier 2012
  - Band 3: Phanerozoic Passive Margins, Cratonic Basins and Global Tectonic Maps, Elsevier 2012
- Herausgeber mit Allison R. Palmer Geology of North America- an overview, Geological Society of America 1989
- Geologische Untersuchungen in den Südost-Abruzzen, Zürich 1954